# Cezary Kucharski
Cezary Kucharski (Łuków, Polonia, 17 de febrero de 1972) es un exfutbolista polaco que jugaba como delantero. Fue internacional con la selección de fútbol de Polonia y participó en la Copa Mundial de Fútbol de 2002.

## Trayectoria
Comenzó su carrera en 1989 en el Orlęta Łuków. En 1991, se trasladó al Siarka Tarnobrzeg y, en la primavera de 1994, fichó por el F. C. Aarau suizo. Al año siguiente, regresó a su país natal para jugar en el Legia de Varsovia. En la temporada 1997-98, tuvo un efímero paso por el Real Sporting de Gijón, conjunto que abandonó mediada la temporada para volver al Legia. En 2003 emigró de nuevo, esta vez a Grecia, para fichar por el Iraklis de Tesalónica. Se retiró en 2006 en el Legia de Varsovia.
Sus mayores éxitos deportivos los logró en el Legia de Varsovia, con quien conquistó una Copa de Polonia, en 1997; una Liga y una Copa de la Liga, en 2002; y otra Liga en 2006.

## Selección nacional
Fue internacional con la selección de fútbol de Polonia en diecisiete partidos en los que llegó a marcar tres goles. Formó parte del equipo que disputó el Mundial de 2002, celebrado en Corea del Sur y Japón.

### Participaciones en Copas del Mundo
| Mundial                        | Sede                  | Resultado    |
| ------------------------------ | --------------------- | ------------ |
| Copa Mundial de Fútbol de 2002 | Corea del Sur y Japón | Primera fase |

## Clubes
| Club                   | País    | Año       |
| ---------------------- | ------- | --------- |
| Orlęta Łuków           | Polonia | 1989-1991 |
| Siarka Tarnobrzeg      | Polonia | 1990-1994 |
| F. C. Aarau            | Suiza   | 1994-1995 |
| Legia de Varsovia      | Polonia | 1995-1997 |
| Real Sporting de Gijón | España  | 1997-1998 |
| Legia de Varsovia      | Polonia | 1998-1999 |
| Stomil Olsztyn         | Polonia | 1999-2000 |
| Legia de Varsovia      | Polonia | 2000-2003 |
| Iraklis de Tesalónica  | Grecia  | 2003-2004 |
| Górnik Łęczna          | Polonia | 2004-2006 |
| Legia de Varsovia      | Polonia | 2006      |

## Palmarés

### Campeonatos nacionales
| Título                     | Club              | País    | Año  |
| -------------------------- | ----------------- | ------- | ---- |
| Copa de Polonia            | Legia de Varsovia | Polonia | 1997 |
| Copa de la Liga de Polonia | Legia de Varsovia | Polonia | 2002 |
| Liga polaca                | Legia de Varsovia | Polonia | 2002 |
| Liga polaca                | Legia de Varsovia | Polonia | 2006 |